# Lesterps
Lesterps é uma comuna francesa na região administrativa da Nova Aquitânia, no departamento de Charente. Estende-se por uma área de 36,03 km². Em 2010 a comuna tinha 475 habitantes (densidade: 13,2 hab./km²).